# Beugnâtre
Beugnâtre è un comune francese di 174 abitanti situato nel dipartimento del Passo di Calais nella regione dell'Alta Francia.

## Storia

### Simboli
Il comune ha ripreso il blasone di Jean Le Mayeur (d'azzurro, a tre stelle d'argento, male ordinate), signore di Beugnâtre e di Simencourt, consulente legale nel consiglio provinciale dell'Artois nel 1694, consigliere nel 1702, nobile dal 1704 e morto nel 1735.

## Società

### Evoluzione demografica
Abitanti censiti